# Спитц, Игнатий Иванович
Игнатий Иванович Спитц (1797 или 1803 – 22 марта (3 апреля) 1873, Санкт-Петербург) – историк искусства, педагог, музейный и библиотечный деятель.

## Биография
Происходил из немцев. Окончил Страсбургскую Академию со званием бакалавра изящных наук. С 1819 жил и работал гувернером в России. Службу начал по ведомству М-ва народного просвещения. Старший учитель латинского языка в Таврической (Симферопольской) губернской гимназии Одесского учебного округа до второго полугодия 1838/39 акад. года. С утверждением в чине VIII класса назначен инспектором Таганрогской (1839/40-1843/44) и Харьковской 1-й (1843/44-1850/51) мужских гимназий. С 14 (26) мая 1840 – чл.-корр. Одесского о-ва истории и древностей; с 1843 – чл.-корр. Императорского о-ва сельского хозяйства Южной России, в трудах которого публиковал материалы по садоводству, плодоводству и описанию хозяйств. 31 октября (12 ноября) 1844 высочайше награждён денежным пособием. С 10 (22) июня 1846 – надворный советник. ВП от 9/21.10.1850 за № 197, по ведомству М-ва народного просвещения, уволен от службы, по болезни, с мундиром, присвоенным должности. В 1851 принял русское подданство и переехал в С.-Петербург. ВП от 6 (18) сентября 1852 за № 176, по ведомству М-ва императорского двора, из отставных надворных советников определён в службу библиотекарем и письмоводителем для иностранной переписки в Императорскую Академию художеств. Занимался редакцией библиотечных каталогов. Одновременно занимал должность казначея Образцов. 22 августа (3 сентября) 1854 награждён з. о. «Беспорочная служба XV». 2 (14) августа 1856 награждён орд. Св. Станислава 3 ст. С 1859 – в должности хранителя музеев [живописи и скульптуры] и библиотекаря ИАХ. 23 апреля (5 мая) 1861 награждён орд. Св. Станислава 2 ст. С 1868 библиотека Академии была отделена от музея в качестве самостоятельного подразделения и Спитц остался только на должности хранителя академического музея. 28 марта (9 апреля) 1871 награждён орд. Св. Станислава 2 ст. с императорской короной. С 4 (16) ноября 1872 удостоен звания почётного вольного общника ИАХ. С семьей жил на казённой квартире при музе Академии художеств, д. 1, 2 и 3, в 4-й линии В. О. Приказом от 29 апреля (11 мая) 1873 за № 6, по ведомству М-ва императорского двора, исключён из списков умершим.
За создание бюста библиотекаря Библиотеки ИАХ И. И. Спитца, в Общем годичном собрании ИАХ от 10 (22) октября 1854, удостоен звания неклассного (свободного) художника, по скульптуре, Адольф Гассельблатт (19.06.1823 - 19.08.1896).

## Отзывы
По воспоминаниям современников, «настоящий же хранитель музея» И. И. Спитц, во время капитального ремонта зданий ИАХ в 1859-1864 гг. и перемещения музея, «вовсе был отстранен от этих занятий, и ему оставалось сидеть в библиотеке, куда он являлся аккуратно каждый день и смотрел за сохранностью всего запертого и незапертого в музее. Впрочем, не имея никакого понятия об искусстве, он только педантически исполнял свою обязанность, воображая, что она состоит в том, чтобы никого не допускать до музея. Так как одной из главных целей академии – быть полезной художникам, то новый конференц-секретарь распорядился, чтобы художники могли во всякое время пользоваться музеем. Постоянно закрытый прежде, он был теперь открыт, несмотря на сопротивление Спитца. Библиотека тоже всегда была к услугам желающих заниматься, без малейших формальностей»

## Семья
- Жена - Христина Эммануила. 
  - Сын - Лев Игнатьевич Спитц (5.01.1836-?), губернский секретарь. Обучался казённым воспитанником С.-Петербургской 3-й гимназии, однако, курса не окончил[10]. Служил по ведомству М-ва финансов, в должности старшего помощника надзирателя 7-го округа ведомства Киевского губернского питейно-акцизного управления. Губернский секретарь с 15.11.1863 г.[11] Жена – Екатерина Александровна Козлянинова, урождённая баронесса Ховен (1841–?). Дочь директора Сохранной казны по вкладам С.-Петербургского опекунского совета, действительного статского советника, барона Александра Васильевича фон дер Ховена (29.09.1787-01.07.1848). В первом браке была замужем за чертёжником, рисовальщиком, архитекторским помощником и каменных дел мастером при построении Исаакиевского собора, академиком архитектуры ИАХ, титулярным советником Иваном Андреевичем Козляниновым (1818-17.01.1859)[12]. От первого брака дочь – Лидия Ивановна Елаховская (25.02.1858-10.05.1910), падчерица Л. И. Спитца, жена Николая Хрисанфовича Елаховского, из дворян Смоленской губернии. Сын старшего врача Духовщинского у. Смоленской губ., статского советника[13] и кавалера[14], лекаря Хрисанфа Антоновича Елаховского[15]. Кандидат Императорского Московского ун-та. Определён в службу по ведомству Д-та окладных сборов М-ва финансов, с 22.08.1885 г. и. д. податного инспектора Козельского и Лихвинского уездов (Козельско-Лихвинского участка) Калужской губернии[16]; в той должности коллежский секретарь (22.08.1885)[17], титулярный советник (22.08.1887)[18], коллежский асессор (22.08.1890)[19]; утверждён в той должности с 30.05.1891 г.[20] После развода с Л. И. Спитцом, как безвестно отсутствующим, с 21.01.1890 г. в С.-Петербурге 48-летняя второбрачная Е. А. Спитц вступила в законный 3-й брак с чиновником особых поручений V класса при управляющем Морским министерством, действительным статским советником (30.08.1881) Алексеем Николаевичем Мерзляковым (20.02.1838-26.12.1893)[21].
  - Дочь - София Игнатьевна Монтеверде (30.05.1841-03.1900), ген.-майорша. Вторая жена Корпуса инженеров морской строительной части Морского м-ва ген.-майора А. А. Монтеверде, мачеха П. А. Монтеверде и Н. А. Монтеверде. Её дети: Изабелла Августовна Ранси (1865-?), Мария (?-1906).
  - Сын – Антон (Антоний, Антонин) Игнатьевич Спитц (9.11.1843-03.1881), титулярный советник. Воспитанник ф-та восточных языков С.-Петербургского у-та (1865), кандидат словесности. Определён на службу в ведомство М-ва юстиции с 17.07.1868 г., с утверждением в чине коллежского секретаря[22], кандидатом на судебные должности при прокуроре С.-Петербургского окружного суда[23]. С 8.01.1873 причислен к Департаменту М-ва юстиции и откомандирован и. д. судебного следователя 2-го уч. Порховского у[24]. Служил и. д. участкового судебного следователя того участка, затем г. Пскова и 2-го уч. Тихвинского у. Новгородской губ. Титулярный советник (8.01.1873)[25]. Кавалер орд. Св. Станислава 3 ст. (31.12.1876). Приказом от 30.03.1881 № 13, по министерству, в том же чине исключен из списков умершим. С 23.03.1869 г. состоял чл. С.-Петербургского отдела Славянского комитета, был его деятельным членом до отъезда в Псковскую губ. Жена - девица Юлия Александровна Брюллова (25.04.1850-29.01.1878, Павловск), дочь знаменитого русского архитектора и художника А. П. Брюллова. В браке дочь – Вера Антоновна Сигрист, внучка А. П. Брюллова, с 10.01.1899 г.[26] - жена инженера путей сообщения, коллежского секретаря Евгения (Евгений-Вильгельм-Фёдор-Иван) Фердинандовича Сигриста (14.03.1861-ок.1921, Варна, Болгария). Медовый месяц молодые отмечали за границей[27]. В их браке дочь – Лидия Евгеньевна Сигрист-Цилига, по первому браку Сигрист-Баскакова[28], по второму браку Сигрист-Ангельсон (1.10.1900, С.-Петербург - 20.12.1967, Рим), сестра милосердия РОКК, участница Белого движения (1918-1920), студентка Петроградского (1917) и Томского (1920) университетов, Русского юридического ф-та в Праге (1922-1926), почётный член Русского собрания в Риме, правнучка А. П. Брюллова. Инженер Е.Ф. Сигрист - сын саратовского земского врача, коллежского советника (25.10.1866)[29] и кавалера[30] Ф.П. Сигриста[31], окончил курс Саратовской губернской гимназии (1880), кандидат естественных наук, по разряду математики, физ.-мат. ф-та Императорского С.-Петербургского ун-та[32]. В мае 1887 окончил курс Института инженеров путей сообщения Александра I, по первому разряду, с дипломом на звание гражданского инженера и с правом на чин коллежского секретаря[33]. C 1893 определён на службу в ведомство М-ва путей сообщения, с зачислением по министерству, утверждением в чине коллежского секретаря и увольнением на три года в О-во Рязанско-Уральской ж. д.[34] Назначен начальником участка на постройке той же дороги. В последующие годы участвовал в строительстве Второй Екатерининской ж. д., Полесских ж. д., горных участков Сибирской ж. д. между Ачинском и Иркутском, Алтайской ж. д. По окончании строительства вверенных ему участков прикомандировывался к Управлению по сооружению ж. д. министерства до следующего назначения.  Последовательно состоял: штатным по министерству инженером VIII, VII (1.03.1903)[35] и VI (1.09.1909)[36] классов; в тех классах назначался старшим инженером технического отдела Управления работ по постройке Второй Екатерининской ж. д. и начальником участка на той же постройке[35]; начальником технического отдела службы пути Полесских ж. д.[37]; с 1 (14) сентября 1909 - инженер в распоряжении начальника работ (он же второй заместитель начальника работ) по переустройству горных участков Сибирской ж. д. между Ачинском и Иркутском[36]; c 16 (29) июля 1912, по прошению, вновь причислен к министерству[38], и тем же числом уволен в О-во Алтайских ж. д. сроком на три года, с утверждением в должности помощника и первого заместителя главного инженера по постройке Алтайской ж. д.[39] Коллежский асессор (1.03.1904)[40], надворный советник (1.03.1908)[41], коллежский советник (1.03.1912)[42]. Проживая в Томске во время строительства горных участков Сибирской ж. д., выступил чл.-учредителем Томского о-ва (патроната) покровительства лицам, освобождаемым из мест заключений г. Томска и его уезда, открытого 15 (28) ноября 1909.